# Eleccions legislatives búlgares de 1997
Les eleccions legislatives búlgares de 1997 se celebraren el 23 d'abril de 1997 per a renovar els 240 membres de l'Assemblea Nacional de Bulgària. El vencedor per majoria absoluta fou la coalició Forces Democràtiques Unides i el seu cap de llista Ivan Kostov, fou nomenat primer ministre de Bulgària.
Resultats de les eleccions de 23 d'abril de 1997 per a renovar l'Assemblea Nacional de Bulgària 
| Coalicions i partits                                               | Coalicions i partits | Vots      | %     | Escons |
| ------------------------------------------------------------------ | --- | --------- | ----- | ------ |
|                                                                    | Forces Democràtiques Unides (Obedineni demokratični sili) - Unió de Forces Democràtiques (Săjuz na Demokratičnite Sili) - Partit Democràtic (Demokratičeska Partija) - Unió Popular Agrària Búlgara-Units (Bălgarski Zemedelski Naroden Săjuz-Obedinen) - Moviment per a un Model Públic Igual (Dviženie za ravnopraven model DROM)                                  | 2.223.714 | 49,15 | 137    |
|                                                                    | Esquerra Democràtica (Demokratichna levitsa ) - Partit Socialista Búlgar (Bălgarska Socialističeska Partija) - Club Polític Ecoglasnost (BK Ekoglasnost) | 939.308   | 22,44 | 58     |
|                                                                    | Aliança de Salvació Nacional (Obedinenie za Natsionalno Spasenie) - Moviment pels Drets i les Llibertats (Dviženie za Prava i Svobodi) - Partit Verd de Bulgària (Zelena Partiya na Balgariya ) - Unió Nacional Agrària Búlgara – Nikola Petkov (Balgarski Zemedelski Naroden Sayuz – Nikola Petkov ) - Partit del Centre Democràtic (Demokratična Partija Tsenter ) | 323.429   | 7,40  | 19     |
|                                                                    | Euroesquerra Búlgara (Balgarska Evrolevitsa) | 234.058   | 5,57  | 14     |
|                                                                    | Bloc d'Empresaris Búlgars (Bulgarska biznes blok) | 209.796   | 5,27  | 12     |
|                                                                    | Partit Comunista Búlgar - (Bulgarska Komunisticeska Partija) | 50.864    | 1,3   | -      |
|                                                                    | Aliança pel Rei - (Obedinenie za tsarya) | 46.765    | 1,12  | -      |
|                                                                    | Coalició Cristiana Búlgara - (Bulgarska khristiyanska koalitsiya) | 46.765    | 1,12  | -      |
|                                                                    | Total (participació 58,87%) | 4.291.258 | 100.0 | 240    |
| Vots nuls                                                          | Vots nuls | 34.300    |       |        |
| Vots vàlids                                                        | Vots vàlids | 4.256.958 |       |        |
| Vots registrats                                                    | Vots registrats | 7.289.956 |       |        |
| Font: Centralna Izbiratelna Komisija i Arxiu Electoral d'Adam Carr | |           |       |        |